# Чонтальский язык
Чонтальский (йокотан) — один из майяских языков, относится к западночольской подгруппе. Распространён в мексиканском штате Табаско. Выделяют три основных диалекта.
Название чонталь — ацтекского происхождения и означает «иностранный», сами чонтальцы называют свой язык yokot t’an, что можно перевести как «истинный язык».
Число носителей — около 37 100 (на 2011 год), главным образом в муниципалитетах: Сентла, Сентро, Хальпа-де-Мендес, Макуспана и Накахука.
Алфавит из издания 1948 года: a, b, ch, ch', d, e, g, i, j, k, k', l, m, n, o, p, p', r, s, t, t', ts, ts', ʌ, u, w, x, y, ʔ.